# Serenade in D majeur voor viool, altviool en cello
De Serenade in D majeur voor viool, altviool en cello, Op. 8, is een compositie voor een strijktrio van Ludwig van Beethoven. Het stuk werd geschreven in 1796 en 1797, en in 1797 werd de compositie door Artaria in Wenen gepubliceerd. 

## Delen
De zes delen zijn:
1. Marcia: Allegro - Adagio
2. Menuetto: Allegretto
3. Adagio - Scherzo: Allegro molto, in d-mineur
4. Allegretto alla Polacca, in F-majeur
5. Andante quasi Allegretto; allegro
6. Marcia: Allegro (4/4)

Een uitvoering duurt meestal ongeveer 30 tot 35 minuten. 